# Huerta (Salamanca)
Huerta ist ein westspanischer Ort und eine Gemeinde (municipio) mit nur noch 285 Einwohnern (Stand: 2024) im Osten der Provinz Salamanca in der Region Kastilien und León.

## Lage und Klima
Der ca. 790 m hoch gelegene Ort Huerta liegt an einer Biegung des Río Tormes im Süden der altkastilischen Hochebene (meseta). Die Großstadt Salamanca ist knapp 20 km in westlicher Richtung entfernt. Das Klima im Winter ist durchaus kühl; die geringen Niederschlagsmengen (ca. 410 mm/Jahr) fallen – mit Ausnahme der eher trockenen Sommermonate – verteilt übers ganze Jahr.

## Bevölkerungsentwicklung
| Jahr      | 1857 | 1900 | 1950 | 2000 | 2019 |
| Einwohner | 384  | 459  | 498  | 275  | 284  |

Der Bevölkerungsrückgang in der zweiten Hälfte des 20. Jahrhunderts ist im Wesentlichen auf die Mechanisierung der Landwirtschaft und die Aufgabe bäuerlicher Kleinbetriebe zurückzuführen (Landflucht). Aufgrund der Nähe zur Großstadt Salamanca scheint sich die Bevölkerungszahl des Ortes stabilisiert zu haben.

## Wirtschaft
Das wirtschaftliche Leben der Landgemeinde war jahrhundertelang in hohem Maße agrarisch geprägt, doch wurde hauptsächlich zum Zweck der Selbstversorgung produziert – im Umland wurde Getreide ausgesät; Gemüse stammte aus den Hausgärten und auch Viehzucht wurde betrieben. Wenngleich viele Einwohner in Salamanca arbeiten, spielt die Landwirtschaft auch heute noch eine wichtige Rolle im Wirtschaftsleben der Gemeinde.

## Geschichte
Auf dem Gemeindegebiet wurden mehrere polierte Steinäxte aus der Bronzezeit gefunden. Einige Keramikscherben der Fundstelle La Aceña werden mit der keltischen Kultur von Las Cogotas in Verbindung gebracht. Aus spätrömischer Zeit wurden die Fundamente mehrerer Landgüter (villae rusticae) freigelegt; auch Keramikreste – zum Teil mit christlichen Motiven – wurden gefunden. Die Westgoten hinterließen nur wenige archäologische Zeugnisse. Im 8. Jahrhundert kamen die Mauren, doch fehlen Funde aus dieser Zeit. Nach der Schlacht von Simancas (939) konnten sie in diesem Teil der Iberischen Halbinsel bis zum Fluss Tormes zurückgedrängt werden. König Ramiro II. von León († 951) begann mit der Neu- und Wiederbesiedlung (repoblación) der eroberten Gebiete. König Alfons IX. von León († 1230) setzte diese Politik im 13. Jahrhundert fort; in dieser Zeit entstand wahrscheinlich der Ort. Vom 15. bis zum 17. Jahrhundert dominierten wechselnde Grundherren (señores) die Geschicke des Ortes, dessen Lehm- und Fachwerkbauten im Jahr 1626 einem Hochwasser des Río Tormes zum Opfer fielen.

## Sehenswürdigkeiten
Die Iglesia de San Bartolomé entstand im 16. Jahrhundert; sie wurde jedoch später mehrmals umgebaut: Während der Glockenturm (campanario) noch zum ursprünglichen Bestand gehört, wurde die geschlossene Südvorhalle erst im 18. Jahrhundert angebaut und als Seitenschiff genutzt. Das von einem hölzernen Dachstuhl überspannte Kirchenschiff (nave) läuft auf eine halbkreisförmige Apsis zu, in der ein mit nur drei großen Figuren der hl. Teresa von Ávila, des Apostels Bartholomäus und der Jungfrau Maria bestücktes spätbarockes Altarretabel (retablo) im Stil des Churriguerismus steht. Der schmucklose Taufstein (pila bautismal) stammt vielleicht noch aus einer Vorgängerkirche. Bei der Restaurierung der Kirche in den Jahren 2010/11 wurden zwei Kapitelle entdeckt, die heute als Podeste für eine Bibel und den Tabernakel dienen.